# Ramin Karimloo
Ramin Karimloo es un actor y cantante canadiense de origen iraní, famoso y reconocido mundialmente por sus papeles en teatro musical en el West End de Londres.

## Biografía
Ramin Karimloo nació el 19 de septiembre de 1978 en Teherán (Irán). A los pocos meses su familia emigró a Italia, para huir de la violencia de la Revolución Islámica de Jomeini. Tres años después emigraron de nuevo, a Ontario, posteriormente a Peterborough (que él recuerda con especial cariño) y finalmente a Richmond Hill, una ciudad mucho más grande, cuando Ramin empezaba el instituto le costó un poco adaptarse. Allí se graduó en la Alexander Mackenzie School.  A pesar de que su familia quería que fuese abogado o médico, él tenía claro que quería ser jugador de hockey. Incluso abandonó la Unionville High School, donde se podía estudiar interpretación (asegura que se parecía demasiado a Fama: se fugó al pedir permiso para ir al baño).

## Trayectoria musical

### Inicios
El 12 de diciembre de 1990, con 12 años, vio a Colm Wilkinson interpretar al Fantasma en la producción canadiense de El fantasma de la ópera, en un excursión escolar al Toronto's Pantages Theatre. Tan fuerte le impacto la obra (y la interpretación de Wilkinson) en él que decidió que esa iba a ser su profesión cuando creciese, incluso un periódico, el Toronto Star, le dedicó un artículo por haber visto 10 veces la obra (1 de diciembre de 1994). En aquella época trabajaba en un bar llamado Back Stop. Pero en el curso de Noveno Grado cantó The Phantom of the Opera en el concierto de Navidad de su colegio sorprendiendo a todos. 
Siguiendo el consejo de Wilkinson (con el que pudo hablar después de la visita escolar), cuando llegó el turno de las preguntas, Karimloo levantó el dedo y dijo "I'm here, the Phantom of the Opera", ya tenía claro que quería el papel. Wilkinson le dijo que esperase 15 años para triunfar en los musicales, 12 años después Karimloo interpretaba a Raoul en la misma producción en el West End de Londres. Tiempo más tarde se haría con el papel que tanto ansiaba desde niño: el del Fantasma. Tanto gustó su interpretación de ese personaje al público y al propio Andrew Lloyd Webber (compositor del "Fantasma de la ópera"), que este eligió a Ramin para repetir el papel de Fantasma en la secuela del musical llamada "Love Never Dies".
Cantó en bandas de rock, una de ellas era un tributo a su favorita, The Tragically Hip. 
Ramin también participó en proyectos teatrales, hasta trabajar en espectáculos de Airtours y P&O Cruises a partir de los 17 años (siendo el artista más joven que ha participado en esta última). Allí, en un crucero conoció a su mujer, una coreógrafa británica llamada Mandy, tienen dos hijos (Jaiden y Hadley), residen en Londres. 
En Canadá interpretó a Kurntiz en Lost in Yonkers, a Shervin in Columbia House y a Monkey Allen en Softly, softly kill a monkey.

### Teatro musical
Su primer trabajo en Londres fue en una pantomima musical llamada Aladdín, en la que era el protagonista. Ya en 2001 se unió al elenco del tour por el Reindo Unido del musical Pirates of Penzance, primero como suplente para el papel del Rey Pirate y luego asumiendo el rol. Su primera función fue en Regent's Park Open Air Theatre.
En 2002 participó en la gira por Gran Bretaña del musical Sunset Boulevard en el papel de Artie Green y a veces el de Joe Gillis. 
En el 2002 debutó en el West End (Londres) en el musical Les Misérables. Interpretó a Feuilly, y fue suplente para los papeles de Marius y Enjolras. 
En 2003 consiguió el papel de Raoul en El Fantasma de la Ópera, de nuevo en el West End estaba a punto de tirar la toalla, se había jurado a sí mismo que si antes de los 25 no había conseguido un papel protagonista en el West End, lo dejaría todo y se haría policía. El papel le llegó dos semanas antes de su 25 cumpleaños). Su última interpretación de Raoul fue filmada en sesión de Matiné y en algún segundo se puede ver en los extras del DVD de la versión de El Fantasma de la Ópera que rodó Joel Schumacher. Karimloo también tuvo un cameo en el film, como Gustave Daaé, el padre de Christine. Durante el mismo período participó en otras obras, y en dos conciertos de Les Misérables, en el papel de Marius. También en uno de Jesucristo Superstar, como Simón Zelotes. 
En 2004 regresó a Les Misérables, interpretando a Enjolras. En diciembre de ese año participó en un concierto de Les Misérables en honor a Jacques Chirac (mandatario francés), en el Castillo de Windsor. En el Easter Sunday de 2005 se mostraron filmaciones del evento, en un documental sobre el Castillo de Windsor.
En junio de 2005 se embarcó en la gira de Miss Saigon por el Reino Unido, en el papel de Christopher Scott. En septiembre de 2007 se hizo con el rol protagonista de El Fantasma de la Ópera en el West End. Fue el Fantasma del 21 aniversario de la producción, el papel le valió una Theatre goers' Choice Award Nomination por Mejor Actor, Su última función fue el 7 de noviembre de 2009. 
En julio de 2008 participó en el Sydomoton Festival. En esa misma época fue elegido para interpretar al Fantasma en Love Never Dies, la secuela de El Fantasma de la Ópera, escrita por el propio Andrew Lloyd Webber. En marzo se estrenó la esperada secuela, en el teatro Adelphi en Londres junto a su coestrella Sierra Boggess quien interpretó a Christine. 
El 3 de octubre de 2010 interpretó a Enjolras en el concierto del 25 aniversario de Les Misérables. 
Por su trabajo en Love Never Dies ha ganado los premios BroadwayWorld UK Awards y Whatsonstage.com Theatregoers Choice Award como Mejor Actor en un Musical, y ha recibido una nominación a un Olivier Award. En marzo de 2011 renovó su contrato en Love Never Dies por seis meses más, hasta el 3 de septiembre. Fue El Fantasma en la celebración del 25 aniversario de El Fantasma de la Opera el 1 y 2 de octubre en el Royal Albert Hall en Londres junto a Sierra Boggess, su coestrella en Love Never Dies.
Participó en la producción canadiense de Les Misérables en 2013, como Jean Valjean y en n 2014 confirmó que participaría en el revival de Les Misérables en Broadway, nuevamente en el papel de Jean Valjean.

### Colaboraciones
Ha trabajado en dos ocasiones junto a Cat Stevens (Yusuf Islam), en las que ayudó a crear el papel de Leo en el musical Moon Shadow. 
Ha colaborado con Brian Johnson, de AC/DC
En el disco Make Believe, de Robyn North, canta Tonight, de West Side Story, con ella.

### Grabaciones
En 2001 participó en "Flipside", un cortometraje de 15 minutos, en el papel de Paul. En 2004 interpretó a Gustave Daaé, el padre de Christine en El Fantasma de la Ópera. Y en 2008 interpretó a Daniel en un cortometraje de terror llamado "Rope". Esas son sus únicas apariciones en pantalla.
En 2008 grabó una canción para el CD Act 1-Songs From the Musicals of Alexander S.Bermage, un álbum en el que participaron 26 estrellas del West End. Salió en noviembre de 2008.
En 2009 grabó un CD del musical Bluebird, ambientado en la Segunda Guerra Mundial, en el papel de Ben Breagan.
En 2010 se puso a la venta el CD de "Love Never Dies", con el cast original.

### Solista
En 2005 grabó el disco "Within the Six Square Inch", con música estilo Broadway, que incluye versiones de varios clásicos.
El 9 de abril de 2012 publicó su primer álbum pop en solitario, titulado Ramin, el disco fue producido por el cantante francés Sébastien Izambard, miembro de Il Divo

## Discografía
1. 2012 - Ramin

## Filmografía
1. 2001, Flipside - Paul
2. 2004, The Phantom of the Opera - Christine's father.

## Teatro
1. The Phantom of the Opera - The Phantom
2. Les Misérables - Enjolras
3. Miss Saigon - Chris
4. Alladin - titelrol
5. The Pirates of Penzance - piraat / politieagent
6. The Pirates of Penzance - Pirate King
7. Sunset Boulevard - Artie Green / understudy Joe Gillis
8. Les Misérables - Feuilly / understudy Marius
9. 2007 - augustus 2009, The Phantom of the Opera - The Phantom
10. 2010 - Love Never Dies - The Phantom
11. 2011 - Les Misérables - Jean Valjean
12. 2012 - Phantom of the Opera - The Phantom
13. 2013 - october 2014, Les Miserables - Jean Valjean
14. 2017 - Anastasia - Gleb

- Datos: Q519811
- Multimedia: Ramin Karimloo / Q519811